# Yasuyoshi Tokuma
Yasuyoshi Tokuma (徳間康快?, Tokuma Yasuyoshi; Kanagawa, 25 ottobre 1921 – Tokyo, 20 settembre 2000) è stato un produttore cinematografico giapponese.

## Biografia
È stato presidente dello studio cinematografico Daiei dal 1974 al 2000, attraverso il quale ha prodotto numerose pellicole come Vuoi ballare? - Shall We Dance? ed alcuni film di Gamera. Ha inoltre lavorato come produttore esecutivo per quasi tutti i film dello Studio Ghibli: Laputa - Castello nel cielo, Kiki - Consegne a domicilio, Il mio vicino Totoro, Pom Poko, Porco Rosso, Princess Mononoke e La città incantata. Nel corso della sua carriera ha vinto tre Awards of the Japanese Academy, di cui uno per il film Tonkô nel 1988 e due alla carriera, ed un Mainichi Film Concours nel 2001.